# گروه نیانجینگ استیل
گروه نیانجینگ استیل (انگلیسی: Nanjing Steel Group) شرکت خوشه‌ای چینی است، که در سال ۱۹۵۸ تأسیس شد.